# Leuciscus
Leuciscus is een geslacht van straalvinnige vissen uit de familie van karpers (Cyprinidae) en is fossiel bekend vanaf het Oligoceen. Het geslacht is voor het eerst wetenschappelijk beschreven in 1816 door Cuvier (ex Klein).

## Beschrijving
Deze 50 cm lange vis heeft een klein, met betrekkelijk grote schubben bezet, langgerekt lichaam met een gevorkte staart en kleine vinnen. Het is een herbivoor zonder gebit. Om gevaar te kunnen lokaliseren, is deze vis gezegend met de zogenaamde beentjes van Weber, die beweeglijk zijn en de gevoeligheid voor geluiden van hoge frequenties verhogen, hetgeen geschiedt door middel van overdracht van trillingen van de zwemblaas naar het binnenoor. Raakt de vis gewond, dan wordt door bepaalde cellen, de zogenaamde epidermale cellen, een stof afgescheiden, die bij soortgenoten een schrikreactie teweegbrengt, die ervoor zorgt dat deze zich verspreiden en de bodem opzoeken.

## Leefwijze
Deze vis leeft in zoetwaterlopen en –meren in Noord-Amerika, Azië en Afrika.

## Soorten
De volgende soorten zijn bij het geslacht ingedeeld:
- Leuciscus baicalensis (Dybowski, 1874)
- Leuciscus bergi (Kashkarov, 1925)
- Leuciscus burdigalensis (Valenciennes, 1844)
- Leuciscus cephaloides (Battalgil, 1942)
- Leuciscus chuanchicus (Kessler, 1876)
- Leuciscus danilewskii (Kessler, 1877)
- Leuciscus dzungaricus (Paepke & Koch, 1998)
- Leuciscus gaderanus (Günther, 1899)
- Leuciscus idus (Linnaeus, 1758) – Winde
- Leuciscus illyricus (Heckel & Kner, 1858)
- Leuciscus latus (Keyserling, 1861)
- Leuciscus lehmanni (Brandt, 1852)
- Leuciscus leuciscus (Linnaeus, 1758) – Serpeling
- Leuciscus lindbergi (Zanin & Eremejev, 1934)
- Leuciscus merzbacheri (Zugmayer, 1912)
- Leuciscus microlepis (Heckel, 1843)
- Leuciscus montenigrinus (Vukovic, 1963)
- Leuciscus muticellus (Bonaparte, 1837)
- Leuciscus pleurobipunctatus (Stephanidis, 1939)
- Leuciscus polylepis (Steindachner, 1866)
- Leuciscus schmidti (Herzenstein, 1896)
- Leuciscus souffia (Risso, 1826)
- Leuciscus spurius (Heckel, 1843)
- Leuciscus svallize (Heckel & Kner, 1858)
- Leuciscus turskyi (Heckel, 1843)
- Leuciscus ukliva (Heckel, 1843)
- Leuciscus waleckii (Dybowski, 1869)